# Robot seguidor de línea
Los robots seguidores de línea son robots muy sencillos, que cumplen una única misión: seguir una línea marcada en el suelo normalmente de color negro sobre un tablero blanco (normalmente una línea negra sobre un fondo blanco). Son considerados los "Hola mundo" de la robótica.

## Componentes
Estos robots pueden variar desde los más básicos (van tras una línea única) hasta los robots que recorren laberintos.Todos ellos,sin embargo, poseen (por lo general) ciertas partes básicas comunes entre todos:
Sensores:  Un rastreador detecta la línea a seguir por medio de sensores. Hay muchos tipos de sensores que se pueden usar para este fin; sin embargo, por razones de costos y practicidad, los más comunes son los sensores infrarrojos (IR), que normalmente constan de un LED infrarrojo y un fototransistor, la línea a seguir, puede ser de color negro con fondo blanco o línea blanca con fondo negro y dependerá de la configuración electrónica con la cual se arme el circuito de dichos sensores.
Motores: El robot se mueve utilizando motores. Dependiendo del tamaño, el peso, la precisión del motor, entre otros factores, éstos pueden ser de varias clases: motores de corriente continua, motores paso a paso o servomotores.
Ruedas: Las ruedas del robot son movidas por los motores. Normalmente se usan ruedas de materiales anti-deslizantes para evitar fallas de tracción. Su tamaño es otro factor a tener en cuenta a la hora de armar el robot.
Fuente de energía: El robot obtiene la energía que necesita para su funcionamiento de baterías o de una fuente de corriente alterna, siendo esta última menos utilizada debido a que le resta independencia al robot.
Tarjeta de control: La toma de decisiones y el control de los motores están generalmente a cargo de un microcontrolador. La tarjeta de control contiene dicho elemento, junto a otros componentes electrónicos básicos que requiere el microcontrolador para funcionar.

## Funcionamiento
Todos los rastreadores basan su principio  en los sensores. Sin embargo, dependiendo de la complejidad del recorrido, el robot debe ser más o menos complejo (y, por ende, utilizar más o menos. sensores).
Los rastreadores más simples utilizan 2 sensores, ubicados en la parte inferior de la estructura, uno junto al otro. Cuando uno de los dos sensores detecta el color blanco, significa que el robot está saliendo de la línea negra por ese lado. En ese momento, el robot gira hacia el lado contrario hasta que vuelve a estar sobre la línea. Esto en el caso de los seguidores de línea negra, ya que también hay seguidores de línea blanca.
Las dos maneras más comunes de armar los rastreadores son: OPAMPS (Amplificadores Operacionales), o con simples transistores trabajados en su zona de saturación. Esto dependiendo de la complejidad con la que se quiera armar el circuito. Podemos utilizar un microcontrolador para realizar las funciones de control o guardar en él la forma del recorrido por una pista. También sirve como escaneador eléctrico.
- Datos: Q6110194